# Hebe macrocalyx
Hebe macrocalyx là một loài thực vật có hoa trong họ Mã đề. Loài này được (J.B.Armstr.) G.Simpson mô tả khoa học đầu tiên năm 1952.